# Bakteriologija
Bakteriologija je nauka o bakterijama. Deo je mikrobiologije koja proučava identifikaciju, klasifikaciju i karakterizaciju bakrerijskih vrsta i nižih taksonomnih kategorija. Osoba koja se bavi bakteriologijom zove se bakteriolog.

## Bakteriologija i mikrobiologija
Zbog sličnosti istraživanja nebakterijskih mikroorganizama, kao što su protozoe, gljivice i virusi, bitno je u mikrobiologiji znati definisanje iprotozoologija, mikologije i graničnu virusologije.  Uočeno je da se ovi termini neretko zamenjuju i brkaju.
Međutim, bakteriologiju treba distancirati od ostalih nauka o mikroorganizmima.

## Literatura
- McGrew, Roderick (1985). Encyclopedia of Medical History. McGraw-Hill. стр. 25–30. ISBN 978-0-07-045087-5.. brief history